# جبهة هوائية

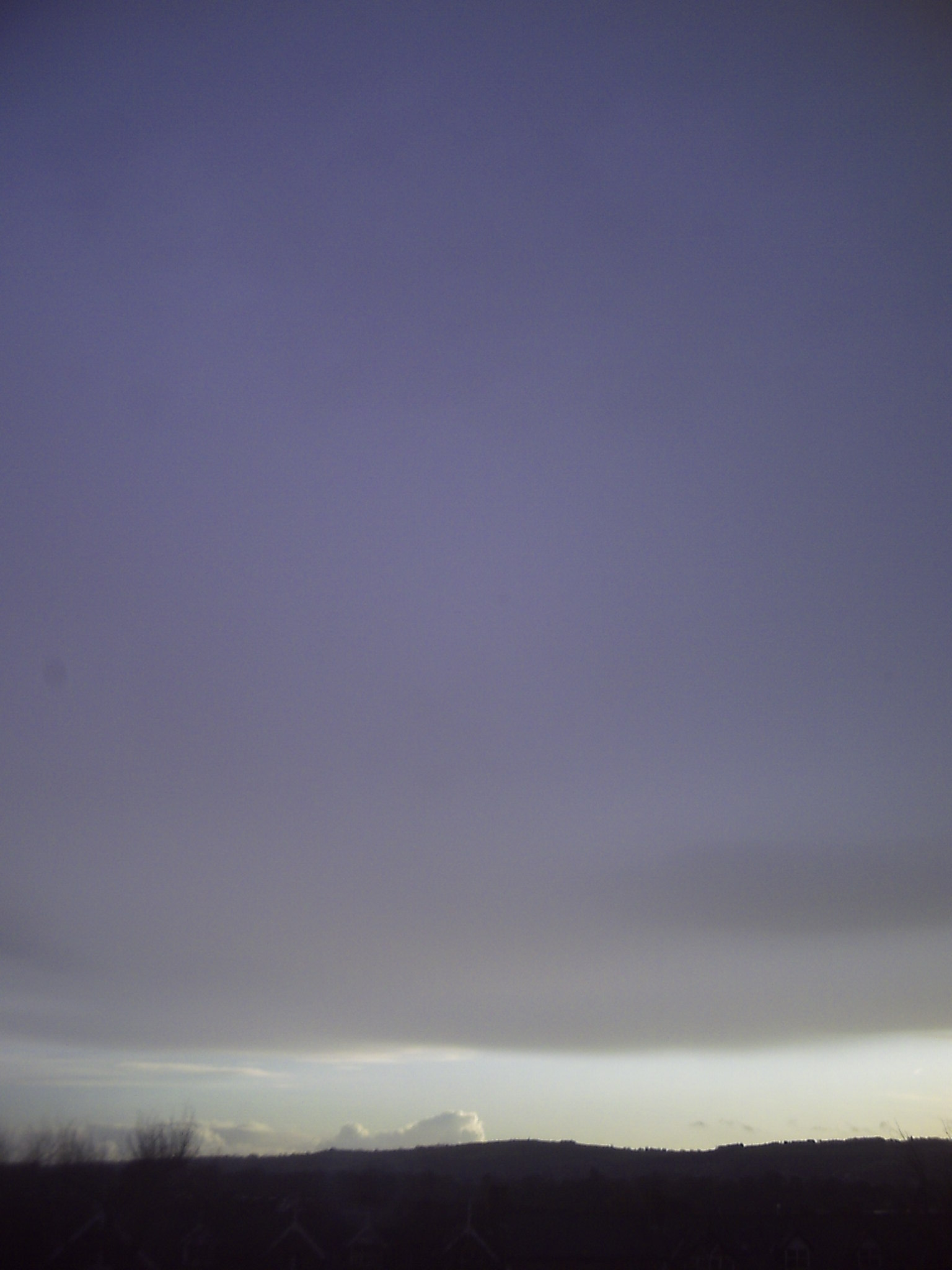
الجبهات الهوائية غالبا ما تكون بالقرب من الأرض، ولكنها ليست دائما كذلك على النحو المحدد هذا.

الجهة الهوائية هي الحد الفاصل بين كتلتين هوائيتين أو هي المنطقة الانتقالية بين كتلتين هوائيتين مختلفتين في كثقافتيهما، ولما كانت كثافة الهواء تعتمد بصورة رئيسية على الحرارة, فان الجبهات تفصل بين الكتل الهوائية المختلفة في درجات حرارتها ورطوبتها. بالإضافة لذلك تخضع العناصر التالية للتغير بين طرفي الجبهة الهوائية; الرطوبة، درجة الحرارة، الغيوم، الهطول، الرياح سرعتها واتجاهها، الضغط الجوي وسلوكه، مدى الرؤية الأفقية، الحالة الجوية الحالية والحالة الجوية للثلاث ساعات الماضية، وتغير درجة الحرارة مع الارتفاع أو درجة الاستقرار الجوي. تشبه الجبهة الهوائية الحرب بين قوتين مختلفتين في الصفات بحيث أن تلك القوتان المختلفتان تتصادمان، فالجبهة الهوائية تكون على شكل كتلتان مختلفتان في الصفات تلتقيان في منطقة ما وهذا يسبب تصادمهما.

## تكون الجبهات الهوائية
تتكون الجبهة الهوائية نتيجة التقاء كتلتين هوائيتين مختلفتان في الصفات عن بعضهما البعض من حيث الحرارة و الرطوبة، أي أن أساس تكون الجبهات الهوائية هو الكتل الهوائية المختلفة عن بضعها البعض، كما يكون امتداد الجبهة الهوائية رأسيا إلى أعلى، بالإضافة إلى الامتداد الأفقي بحيث تشكل سطحا رأسيا إلى حد ما يتقدم باتجاه تقدم الجبهة.

## أنواع الجبهات الهوائية
تصنف الجبهات الهوائية إلى 4 أنواع أساسية:

### الجبهة الهوائية الباردة

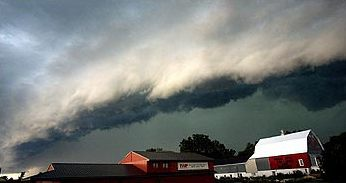
جبهة هوائية باردة

عندما تتقدم كتلة هوائية باردة لتحل محل كتلة هوائية دافئة، تتكون جبهة هوائية باردة على السطح الفاصل بين الكتلتين، ويكون الهواء الواقع خلف الجبهة الهوائية الباردة أبرد من الهواء الواقع أمام الجبهة الهوائية الباردة، وعادةً تمثل الجبهة الهوائية الباردة على خريطة الطقس بخط أزرق اللون و ذو عرض سميك متصل بمجموعة من المثلثات الصغيرة تتجه رؤوسها في اتجاه تقدم الجبهة. و في أكثر الأحيان تتجه الجبهات الهوائية الباردة من الاتجاه الشمالي الغربي إلى الإتجاه الجنوبي الشرقي.
و عند قدوم جبهة باردة تحدث العديد من التغيرات على الطقس، منها:
- تهبط درجات الحرارة بشكل ملحوظ، وقد يصل معدل الانخفاض إلى 10 درجات.
- تتناقص درجة الندى في الجو المعرض للجبهة الهوائية الباردة.
- تتلبد السماء بالغيوم الركامية.
- تسقط الأمطار الغزيرة لفترات قصيرة وتكون ملحقة بالرعد و البرد أحيانا.

### الجبهة الهوائية الدافئة
عندما تتقدم كتلة هوائية دافئة وتحل محل كتلة هوائية باردة تتكون جبهة هوائية دافئة على السطح الفاصل بين الكتلتين ويكون هواء هذه الجبهة دافئاً و رطباً أكثر من الهواء المتواجد أمامها.
و تمثل الجبهة الهوائية على خريطة الطقس بخط أحمر سميك وعليه أنصاف دوائر صغيرة تتجه رؤوسها في اتجاه تقدم الجبهة. و في العادة فإن الجبهات الهوائية الدافئة تتجه من الجنوب الغربي إلى الشمال الشرقي، على سبيل المثال كالجبهات الهوائية التي تحدث في أواخر فصل الربيع، حيث تهب رياح الخماسين من الصحراء الكبرى في إفريقيا باتجاه الشمال الشرقي إلى بلاد الشام و العراق و تركيا.
و عند قدوم الجبهة الهوائية الدافئة تطرأ تغيرات على الطقس، منها:
- تتكون طبقات من الغيوم المرتفعة.
- قد يصاحبها زخات من المطر التي قد تستمر في بعض الأحيان إلى أوقات طويلة.

تمثيل الجبهة الهوائية المستقرة على خريطة الطقس

### الجبهة الهوائية المستقرة (ساكنة)
عندما يتحرك الهواء على جانبي الجبهة في الإتجاه الموازي لها، فإن سطح الجبهة لا يتحرك باتجاه أي من الكتلتين الهوائيتين، بل يبقى ثابتا في مكان تواجده. تمثل الجبهة المستقرة على خريطة الطقس بخط سميك رمادي اللون عليه مثلثات صغيرة زرقاء اللون من جهة، وأنصاف دوائر حمراء اللون من جهة أخرى.

### الجبهة الهوائية المقفلة
تتكون الجبهة الهوائية المقفلة نتيجة تقدم جبهة هوائية باردة سريعة خلف جبهة هوائية دافئة وتلحق بها.
نتيجة انحصار الهواء الدافئ بين الجبهتين، يرتفع الهواء إلى أعلى ويتكون منخفض جوي و يسمى أيضا بـ (منخفض جبهي). و تمثل الجبهة المقفلة على خريطة الطقس بخط سميك قرمزي اللون وعليه أنصف دوائر ومثلثات صغيرة تتجه باتجاه تقدم الجبهة.

## أمثلة
- جبهة قطبية أطلسية هي الجبهة الفاصلة ما بين الهواء القطبي البحري (mp) والهواء المداري البحري(mt) في المحيط الأطلسي الشمالي.
- جبهة متجمدة شمالية هي الجبهة التي تفصل بين الهواء المتجمد الشمالي شديد البرودة (CA), والهواء القطبي الأقل برودة (P), ويمتد مركز عملها من آيسلندا واسبتزبرغ شتاء، وبين أيسلندا والأجزاء الشمالية من سيبيريا صيفاً.
- جبهة بين مدارية هي الجبهة (سطح فاصل) الفاصلة بين الرياح التجارية الشمالية الشرقية والرياح التجارية الجنوبية الشرقية.
- جبهة متوسطية أو كما يسميها بعضهم الجبهة الرومية، هي الجبهة الفاصلة بين الهواء القطبي القاري البارد الهابط من ممرات الألب وبين الهواء المتوسطي (الرومي) الدافئ في الشتاء.

### وصلات خارجية
- Foreca Weather.